# Stanford Encyclopedia of Philosophy
Stanford Encyclopedia of Philosophy (prescurtată SEP) este o enciclopedie online de filosofie, combinată cu publicarea de articole originale de filosofie cu evaluare colegială, accesibilă liber pe Internet.
SEP este administrată de Universitatea Stanford; ea a fost creată în 1985 ca enciclopedie dinamică, al cărei conținut urma să fie actualizat cu regularitate. Fiecare articol este scris și urmărit de un expert în domeniu, după un model care o distinge de alte inițiative de a dezvolta resurse academice pe Internet. Autorii care contribuie la enciclopedie acordă Universității Stanford permisiunea de a publica articolele, dar își păstrează drepturile de autor.